# Kochb
Kochb – wieś w Armenii, w prowincji Tawusz. W 2011 roku liczyła 4420 mieszkańców.